# Eignung
Eignung ist neben der Befähigung und der fachlichen Leistung ein Element der Bestenauslese im öffentlichen Dienst in Deutschland. Grundlage bildet Art. 33 Abs. 2 Grundgesetz (GG), wonach jeder Deutsche nach seiner Eignung, Befähigung und fachlichen Leistung gleichen Zugang zu jedem öffentlichen Amte hat.

## Beamte
Eignung erfasst insbesondere Persönlichkeit und charakterliche Eigenschaften, die für ein bestimmtes Amt von Bedeutung sind. (§ 2 Abs. 3 Bundeslaufbahnverordnung (BLV)) Die Eignung umfasst nach der gerichtlichen Auslegung die körperliche (gesundheitliche), geistige und charakterliche Eignung. Hierunter fallen anlage- und entwicklungsbedingte Persönlichkeitsmerkmale, wie Begabung, physische und psychische Kräfte, emotionale und intellektuelle Fähigkeit im Allgemeinen.
Eignung ist ein Auswahlkriterium für die Besetzung von Beamtenstellen. (§ 9 Bundesbeamtengesetz (BBG)) Für die Einstellung in einen Vorbereitungsdienst ist die erfolgreiche Teilnahme an einem Auswahlverfahren Voraussetzung, indem die Eignung und Befähigung der Bewerber festgestellt wird. (§ 10a Abs. 1 BLV) Die wesentlichen Anforderungen an die Eignung und Befähigung werden in einer Rechtsverordnung festgelegt. (§ 10a Abs. 8 BLV) Beamte können befördert werden, wenn sie nach Eignung, Befähigung und fachlicher Leistung ausgewählt worden sind. (§ 32 Nr. 1 BLV)
Die Eignung ist neben der Befähigung und der fachlichen Leistung ein Kriterium, nach dem Beamte regelmäßig dienstlich zu beurteilen sind. (§ 21 BBG) Die Beurteilung hat spätestens alle drei Jahre, oder wenn es die dienstlichen oder persönlichen Verhältnisse erfordern, zu erfolgen. (§ 48 Abs. 1 BLV) Die Beurteilung kann eine Aussage über die Eignung für Aufgaben der nächsthöheren Laufbahn enthalten. (§ 49 Abs. 2 BLV) Alle laufbahnrechtlichen Entscheidungen sind nach Eignung, Befähigung und fachlicher Leistung zu treffen. (§ 3 BLV) Feststellungen über Eignung, Befähigung und fachliche Leistung sind in der Regel auf der Grundlage aktueller dienstlicher Beurteilungen zu treffen. (§ 33 Abs. 1 Satz 1 BLV) Zur Überprüfung der Erfüllung von Anforderungen, zu denen die dienstlichen Beurteilungen keinen Aufschluss geben, können eignungsdiagnostische Instrumente eingesetzt werden. (§ 33 Abs. 1 Satz 3 BLV) Kann die Eignung in einer der Beförderung folgenden Erprobungszeit nicht festgestellt werden, ist von der dauerhaften Übertragung des Dienstpostens abzusehen oder die Übertragung zu widerrufen. (§ 34 Abs. 3 BLV) Beamte auf Probe haben sich in der Probezeit in vollem Umfang bewährt, wenn sie nach Eignung, Befähigung und fachlicher Leistung wechselnde Anforderungen ihrer Laufbahn erfüllen können. (§ 28 Abs. 2 BLV)
Vor der Begründung eines Beamtenverhältnisses oder der Umwandlung in ein solches anderer Art (z. B. vom Beamten auf Widerruf zum Beamten auf Probe, vom Beamten auf Probe zum Beamten auf Lebenszeit), wird die gesundheitliche Eignung in der Regel durch ein amtsärztliches Gutachten festgestellt. Ziel ist eine Prognose, ob der Beamte voraussichtlich auf Dauer dienstfähig ist oder ob vorzeitig eine Dienstunfähigkeit eintritt. Es ist nur dann von einer gesundheitlichen Nichteignung auszugehen, wenn tatsächliche Anhaltspunkte die Annahme rechtfertigen, dass mit einer überwiegenden Wahrscheinlichkeit vom Eintritt einer Dienstunfähigkeit oder mit häufigeren Erkrankungen jeweils vor Erreichen der gesetzlichen Altersgrenze auszugehen ist. Die Personalverwaltung erfährt vom Amtsarzt nur, ob eine gesundheitliche Eignung besteht oder nicht, aber keine medizinischen Details. Für die Einstellung in den Polizeivollzugsdienst gelten aufgrund der Besonderheiten des Dienstes entsprechend höhere gesundheitliche Anforderungen, ebenso im Bereich der Feuerwehr. Von schwerbehinderten Menschen darf nur das Mindestmaß an körperlicher Eignung verlangt werden. (§ 5 Abs. 1 BLV)
Zur Feststellung der charakterlichen Eignung wird unter anderem vor Berufung in ein Beamtenverhältnis ein Führungszeugnis angefordert oder eine unbeschränkte Einsicht in das Bundeszentralregister genommen. Zur charakterlichen Eignung gehört für Beamte auch, ihre Aufgaben unparteiisch und gerecht zu erfüllen, ihr Amt zum Wohl der Allgemeinheit zu führen, sich durch ihr gesamtes Verhalten zu der freiheitlichen demokratischen Grundordnung im Sinne des Grundgesetzes zu bekennen und für deren Erhaltung eintreten. Diese Grundpflichten genannten Beamtenpflichten umfassen auch, bei politischer Betätigung diejenige Mäßigung und Zurückhaltung zu wahren, die sich aus ihrer Stellung gegenüber der Allgemeinheit und aus der Rücksicht auf die Pflichten ihres Amtes ergeben. (§ 60 BBG)
Für Tätigkeiten in sicherheitsempfindlichen Bereichen kann die Eignung von der Nichtfeststellung eines Sicherheitsrisikos im Rahmen einer Sicherheitsüberprüfung nach dem Sicherheitsüberprüfungsgesetz abhängen.

## Soldaten
Für Soldaten der Bundeswehr ist die Eignung ein Ernennungs- und Verwendungskriterium. (§ 3 Abs. 1 Soldatengesetz (SG)) Bei Soldaten kommt der körperlichen Eignung im Vergleich zu Beamten (Ausnahme u. a. Polizeivollzugsbeamte und Beamte im feuerwehrtechnischen Dienst) eine höhere Bedeutung zu, der sich aus den Besonderheiten des soldatischen Dienstes ergibt.
In das Dienstverhältnis eines Berufssoldaten oder eines Soldaten auf Zeit darf nur berufen werden, wer die charakterliche, geistige und körperliche Eignung besitzt, die zur Erfüllung seiner Aufgaben als Soldat erforderlich ist. (§ 37 Abs. 1 Nr. 3 SG) Die gesundheitliche Eignung wird vor Berufung in ein Wehrdienstverhältnis wehrmedizinisch festgestellt sowie anlassbezogen (z. B. vor Aufnahme einer fliegerischen oder Kraftfahrtätigkeit, vor fordernden Lehrgängen wie dem Einzelkämpferlehrgang und vor Auslandsverwendungen). Seit 2019 wird die gesundheitliche Eignung der Bundeswehrsoldaten alle drei Jahre in der sogenannten  „Allgemeine Verwendungsfähigkeitsuntersuchung - Individuelle Grundfertigkeiten“ begutachtet.
Für Personen, deren erstmalige Berufung in ein Dienstverhältnis als Berufssoldat oder Soldat auf Zeit beabsichtigt ist, ist eine einfache Sicherheitsüberprüfung (sogenannte „Ü1“) nach dem Sicherheitsüberprüfungsgesetz durchzuführen, um ihre sicherheitliche Eignung festzustellen. (§ 37 Abs. 3 SG)
Soldaten sind in regelmäßigen Abständen und wenn es die dienstlichen oder persönlichen Verhältnisse erfordern, nach ihrer Eignung, Befähigung und Leistung dienstlich zu beurteilen. (§ 2 Abs. 1 Satz 1 Soldatenlaufbahnverordnung (SLV))
Ein Soldat auf Zeit kann in den ersten vier Jahren seiner Dienstzeit entlassen werden, wenn er die Anforderungen, die an ihn in seiner Laufbahn zu stellen sind, nicht mehr erfüllt, insbesondere aufgrund charakterlicher Nichteignung. Anwärter der Bundeswehr sollen entlassen werden, wenn sie sich nicht für die Tätigkeit eignen, für die sie ausgebildet werden, z. B. wenn sich ein Offizieranwärter absehbar nicht zum Offizier eignet. (§ 55 Abs. 4 SG) Die Entlassung in den ersten vier Jahren kann als Entsprechung der vereinfachten Entlassung von Beamten auf Widerruf und Beamten auf Probe gesehen werden, denn eine vergleichbare Unterscheidung kennt das Soldatenrecht nicht.
Als Berufssoldat kann ein Leutnant in Ausnahmefällen bis zum Ende des dritten Dienstjahres als Offizier, spätestens vor dem Ende des zehnten Jahres der Gesamtdienstzeit in der Bundeswehr, wegen mangelnder Eignung als Berufsoffizier entlassen werden. (§ 46 Abs. 8 SG)
Ein Bewerber, der die für einen höheren Dienstgrad erforderliche militärische Eignung durch Lebens- und Berufserfahrung außerhalb der Bundeswehr erworben hat, kann nach Ableistung einer Eignungsübung zum Berufssoldaten oder Soldaten auf Zeit ernannt werden. (§ 87 SG)